# Los armarios vacíos
Los armarios vacíos es la primera novela de la escritora francesa Annie Ernaux, publicada en 1974 por la editorial Éditions Gallimard. La historia se desarrolla durante la espera del aborto al que se sometió en 1964, sobre el que volverá en El acontecimiento (2000).

## Resumen
En Los armarios vacíos, Annie Ernaux escribe desde el punto de vista de la estudiante de literatura moderna que fue. Durante su aborto, Denise Lesur recuerda su infancia y adolescencia. La estructura del texto sigue este proceso de la memoria, refiriéndose de vez en cuando al acontecimiento presente que vive la joven, mientras evoca sobre todo su infancia.
En este retrato de su infancia en Normandía, encontramos algunos de los temas recurrentes de Annie Ernaux, como la importancia de la madre, a la que dedicó su texto Una mujer, y del padre, sobre el que escribió El lugar. Representa el pulso entre dos contextos sociales, el de sus padres, antiguos obreros que habían abierto un bar, y el ambiente burgués con el que se enfrentaba cada vez más al continuar sus estudios. Los sentimientos contradictorios que le inspira esa lucha entre dos mundos, (una mezcla de vergüenza, desprecio y amor por su familia), son también imágenes muy presentes en su obra.

## Escritura
La primera publicación de Ernaux, al igual que las otras dos que le siguieron (Ce qu'ils disent ou rien y La mujer helada), se caracteriza por una escritura cargada de emotividad, que se refleja en el uso frecuente de frases hechas, el empleo de un lenguaje popular o incluso de argot, y una puntuación más expresiva (uso habitual de los puntos suspensivos). La elección formal de situar la acción enteramente en la espera para expulsar el feto abortado produce una eficaz y conmovedora unidad de lugar, que permite ir y venir entre el pasado y el presente.